# Drepanomyces malayanus
Drepanomyces malayanus är en svampart som beskrevs av Thaxt. 1931. Drepanomyces malayanus ingår i släktet Drepanomyces och familjen Ceratomycetaceae.   Inga underarter finns listade i Catalogue of Life.